# Margall dret

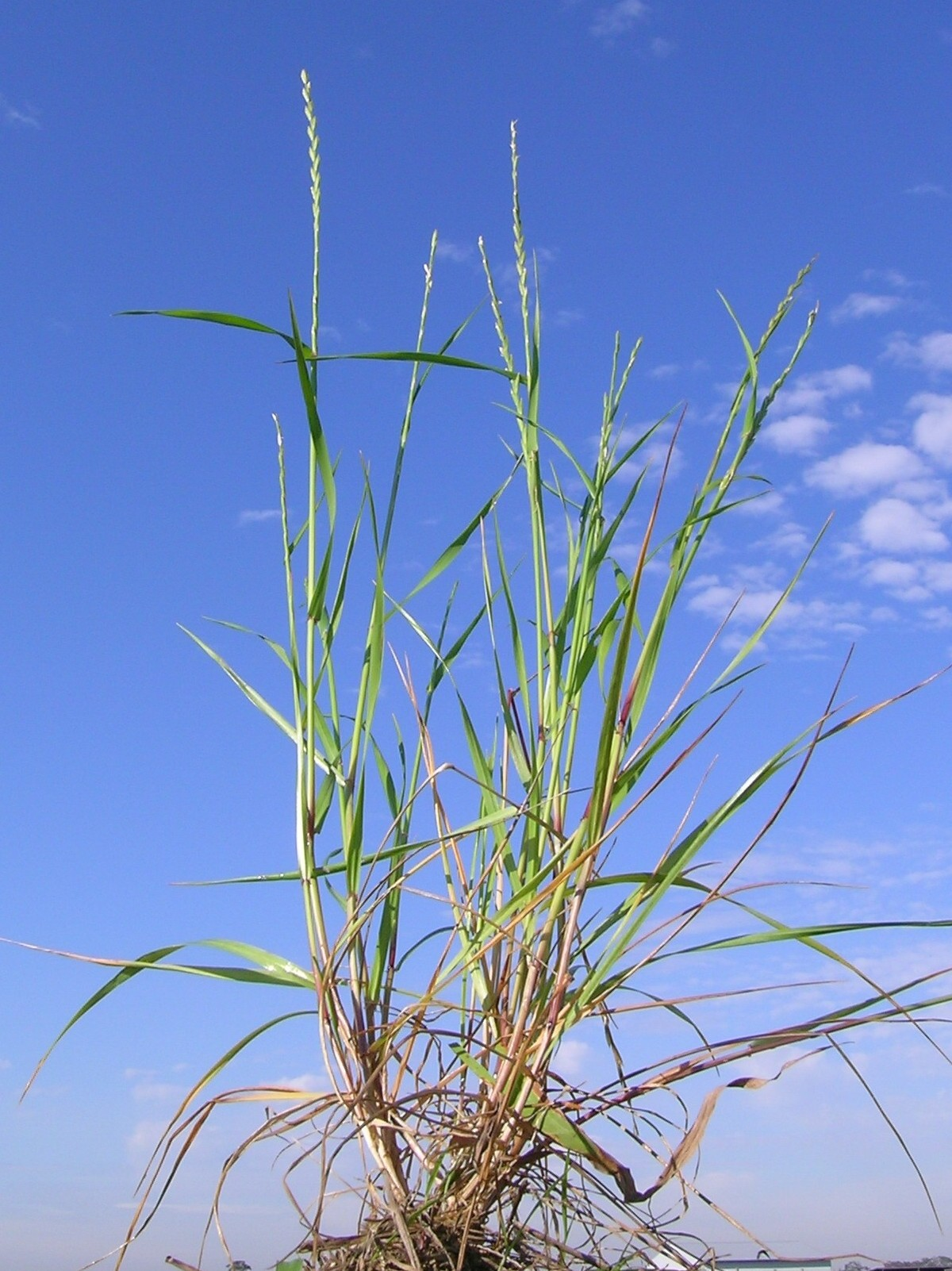
Margall dret

El margall dret (Lolium rigidum) és una espècie de planta herbàcia del gènere Lolium. És una herba anual de la família de les gramínies (Poaceae). Té molts noms populars: fenals, herba de ca, herba prima, jull de fulla estreta, margall, margall de fulla estreta, margall de tota la vida, margall fi, margall lluent, margall rígid, raigràs, senipoll, amargall, lotjo, maragall.

## Descripció
Planta anual, de 10 a 60 cm, amb les tiges llargues i primes, postrades o ascendents, aspres a la part superior, amb les espiguetes ben aferrades a la tija, i la gluma (bràctea bassal) protegint gran part de l'espigueta.

## Hàbitat
Originària de la conca mediterrània, el seu cultiu s'ha estès a altres països de clima mediterrani. A Austràlia ha minvat el seu conreu per l'enverinament del bestiar a causa d'una toxina produïda per la bacteria Rathayibacter toxicus.
Es troba en camps de conreu, vores de camins, llocs alterats.

## Taxonomia
Lolium rigidum Gaudin va ser descrita per Jean François Aimée Gottlieb Philippe Gaudin (abreviació botànica: Gaudin) i publicada a Agrostologia Helvetica, definitionem . . . 1: 334–335. 1811.

### Etimologia
Lolium: nom genèric donat per Virgili a una mala herba problemàtica.
rigidum: epítet llatí que significa 'rígid'.